# Liste von Dateinamenserweiterungen/G
In dieser Liste sind übliche Dateinamenserweiterungen aufgelistet, die in einigen Betriebssystemen zur Unterscheidung von Dateiformaten verwendet werden. In anderen Betriebssystemen erfolgt die Dateitypenidentifikation hauptsächlich über den Dateivorspann und bei E-Mail-Anhängen hat der MIME-Type eine größere Bedeutung als die Dateinamenserweiterung. Systeme, die nach den beiden letztgenannten Vorgehensweisen verfahren, ignorieren die Erweiterung meist vollständig. 
| Dateinamenserweiterung | MIME-Typ                                                       | Vollständiger Name                     | Bemerkungen, Verwendung |
| ---------------------- | -------------------------------------------------------------- | -------------------------------------- | --- |
| .g                     | text/plain                                                     | Data chart                             | APPLAUSE |
| .g64                   |                                                                | C64 Disk Image                         | Commodore 64 Emulator (1541 - 5.25″ einseitig - GCR-Abbild) (bis 42 Tracks und Half-Tracks, andere Trackgröße etc.)                                                                                |
| .g721                  |                                                                | Raw CCITT G.721                        | 4-bit ADPCM-Audio-Daten mit 32 kbit/s |
| .g723                  |                                                                | Raw CCITT G.723                        | 3- oder 5-bit ADPCM-Audio-Daten mit 24 oder 40 kbit/s |
| .g8                    |                                                                | Raw Graphics (8-bit)                   | (ein Byte pro Pixel) Plane III - PicLab |
| .gadget                |                                                                | Gadget                                 | Elemente der grafischen Oberfläche des Amiga |
| .gal                   |                                                                | Graphic album                          | Corel Multimedia Manager |
| .gal                   |                                                                | 2D CAD Datei                           | GALAAD 3 |
| .gam                   |                                                                | GammaFax document                      | GammaFax |
| .gam                   |                                                                | Game data                              | Computerspieldaten für die Quake-Engine |
| .gan                   |                                                                | Gantt Project                          | GanttProject |
| .gb                    |                                                                | GameBoy ROM image                      | Dump eines Nintendo-Game-Boy-Spiels zur Verwendung in einem Emulator |
| .gba                   |                                                                | GameBoy Advance ROM image              | Dump eines Nintendo-Game-Boy-Advance-Spiels zur Verwendung in einem Emulator |
| .gbc                   |                                                                | GameBoy Color ROM image                | Dump eines Nintendo-Game-Boy-Color-Spiels zur Verwendung in einem Emulator |
| .gbl                   |                                                                | Global definitions                     | VAXTPU Editor |
| .gbs                   |                                                                | GameBoy Sound                          | Audioformat für Game Boy Movie Player |
| .gbm                   |                                                                | GameBoy Movie                          | Videoformat für Game Boy Movie Player |
| .gbx                   |                                                                | –                                      | Datenformat für Computerspiel TrackMania |
| .gc1                   |                                                                | Golden Common Lisp Source Code         | Lisp-Quelltext in Golden Common Lisp 1.1 |
| .gc3                   |                                                                | Golden Common Lisp Source Code         | Lisp-Quelltext in Golden Common Lisp 1.1 |
| .gcd                   |                                                                | CADD Zeichnung                         | CAD (CAD) |
| .gcf                   |                                                                | Game Cache File                        | komprimierte Computerspiel-Daten für Steam |
| .gcp                   |                                                                | Ground Control Point                   | Image-processing-Datei |
| .gdb                   |                                                                | Database                               | InterBase-Datenbank |
| .gdb                   |                                                                | Garmin Database                        | Garmin MapSource Datafile |
| .gdf                   |                                                                | GEOS Dictionary Format                 | GEOS |
| .gdm                   |                                                                | –                                      | Bells, whistles and sound boards module |
| .ged                   | application/x-gedcom                                           | Genealogical Data                      | GEDCOM |
| .ged                   |                                                                | Graphic Environment Document           | drawing |
| .ged                   |                                                                | Graphics Editor Data                   | EnerGraphics |
| .ged                   |                                                                | Graphics Editor Data                   | Arts & Letters |
| .gem                   |                                                                | GEM Metafile                           | für GEM, auch für Ventura Publisher |
| .gen                   |                                                                | Application Generator                  | DBASE Compiled template |
| .gen                   |                                                                | Generated text                         | Ventura Publisher |
| .geo                   |                                                                | Geode                                  | Geoworks (PC/GEOS) |
| .geo                   |                                                                | Euklid DynaGeo                         | Euklid DynaGeo |
| .GetRight              |                                                                | Unfinished GetRight-Download           | GetRight |
| .gfb                   |                                                                | GIFBLAST Image                         | komprimierte GIF-Grafik |
| .gfc                   |                                                                | Flowchart                              | Patton & Patton Flowcharting 4 |
| .gfi                   |                                                                | Graphics Link presentation             | Genigraphics |
| .gft                   |                                                                | Graphical Font                         | NeoPaint |
| .gfx                   |                                                                | Graphics Link presentation             | Genigraphics |
| .gfx                   |                                                                | Textverarbeitung Protext               | V 2.1 Atari ST |
| .gfy                   |                                                                | Got FingerPrints Yet?                  | KeysignOrg |
| .gg                    |                                                                | Sega Game Gear ROM image               | Dump eines Sega-Game-Gear-Spiels zur Verwendung in einem Emulator |
| .ggb                   |                                                                | GeoGebra                               | Datei zur Darstellung mathematischer Zusammenhänge in der gleichnamigen, großteils freien Dynamische-Geometriesoftware                                                                             |
| .gho                   |                                                                | Symantec Ghost Image                   | – |
| .ghs                   |                                                                | Symantec Ghost Split Image             | Fortsetzung bei File-Split-Modus |
| .gib                   |                                                                | Graph-in-the-Box Chart                 | Graph-in-the-Box |
| .gid                   |                                                                | Global Index                           | Windows-95-Hilfe |
| .gif                   | image/gif                                                      | Compuserve Graphics Interchange Format | verlustfrei komprimierendes Grafikformat (beschränkt auf 256 Farben, unterstützt Animationen) |
| .gim                   |                                                                | Graphics Link presentation             | Genigraphics |
| .gitattributes         |                                                                |                                        | verwendet vom Versionenkontrollsystem Git. Legt fest, welche Einstellungen Git auf bestimmte Dateien oder Unterordner anwendet                                                                     |
| .gitignore             |                                                                |                                        | Markiert Dateien, die nicht zur Versionenhistorie hinzugefügt werden sollen |
| .gitkeep               |                                                                |                                        | Leere Datei, die von Git-Usern erstellt werden kann, um sonstige andere leere Projekte in Git zu konservieren.                                                                                     |
| .giw                   |                                                                | Graph-in-the-Box Windows Presentation  | Graph-in-the-Box for Windows |
| .gix                   |                                                                | Graphics Link presentation             | Genigraphics |
| .gkh                   |                                                                | disk image                             | Ensoniq EPS family |
| .gks                   |                                                                | GripKey document                       | Gravis |
| .gl                    | video/gl, video/x-gl                                           | Animation Datei                        | GRASP graphical System für Präsentation |
| .glb                   | model/gltf-binary                                              | Graphics Language Binary               | Komprimierte Binärdatei für 3D-Grafikmodelle im Graphics Library Transmission Format (glTF). Entwickelt von der Khronos Group. Wird u. a. von 3D-Grafiksoftware wie Blender oder Paint 3D genutzt. |
| .glm                   |                                                                | Glim                                   | – |
| .glox                  |                                                                | SmartArt Layout Datei                  | Microsoft Office |
| .gls                   |                                                                | Datafile                               | Across |
| .gltf                  | model/gltf+json                                                | Graphics Library Transmission Format   | Ein JSON-basiertes Dateiformat für 3D-Grafikmodelle. Entwickelt von der Khronos Group. Die aktuelle Version 2.0 wird im ISO/IEC-Standard 12113:2022 beschrieben.                                   |
| .gly                   |                                                                | Glossary                               | Microsoft Word |
| .gm6                   |                                                                | Game Maker Projekt                     | Projekt-Datei der Software Game Maker der Version 6.0 |
| .gmf                   |                                                                | CGM Graphics                           | APPLAUSE |
| .gmk                   |                                                                | Game Maker File                        | Neue Projektdatei der Software Game Maker der Versionen 7.0 und 8.0 |
| .gmp                   |                                                                | Tile map                               | SPX (Geomorph) |
| .gmr                   |                                                                | Graphical monitor record               | Schlafhorst Automation |
| .gna                   |                                                                | Graphics Link presentation             | Genigraphics |
| .gno                   |                                                                | Genealogy Datei                        | Genopro |
| .gnt                   |                                                                | Generated executable code              | Micro Focus |
| .gnx                   |                                                                | Graphics Link presentation             | Genigraphics |
| .goc                   |                                                                | Goc sorce code                         | Geoworks |
| .goh                   |                                                                | Goc header                             | Geoworks |
| .gp                    |                                                                | Geode parameter Datei                  | Geoworks Glue |
| .gp#                   |                                                                | Guitar Pro Datei (# = 3-5)             | Guitar Pro Tabulatur-Datei |
| .gpa                   |                                                                | GoPal Addon                            | GoPal-World-Installer-Paket für Add-ons |
| .gpb                   |                                                                | GPS data                               | VidaOne GPS für Pocket PC |
| .gpe                   |                                                                | GoPal Extension                        | GoPal-World-Installer-Paket für Erweiterungen |
| .gpg                   | application/pgp-encrypted                                      | GnuPG-Code                             | verschlüsselte Datei oder Digitale Signatur |
| .gph                   |                                                                | Graph                                  | Lotus 1-2-3/G |
| .gpi                   |                                                                | Garmin Points of Interest              | Point-of-Interest-Daten für GPS-Geräte von Garmin |
| .gpk                   |                                                                | Program package                        | Omnigo |
| .gpk                   |                                                                | Spitzenpegeldatei (zu WaveLab)         | inkl. Darstellungshilfen für Wellenform |
| .gpl                   |                                                                | GIMP-Palette                           | Farbpalette für GIMP |
| .gpn                   |                                                                | gp-Untis-Daten                         | Proprietäres Datenformat des Stundenplanprogramms gp-Untis |
| .gpo                   |                                                                | GeoPal PoiObserver                     | GoPal-World-Installer Paket für PoiObserver |
| .gpp                   |                                                                | Graph paper application                | Generates graph paper (GraphPap) |
| .gpu                   |                                                                | GeoPal Update                          | GoPal-World-Installer Paket für Updates |
| .gpw                   |                                                                | GeoPal World Skin                      | GoPal-World -Installer Paket für Skin-Dateien |
| .gpx                   |                                                                | GPS eXchange file                      | XML-basiertes Format für GPS-Daten |
| .gr2                   |                                                                | Screen driver                          | Microsoft Windows 3.x |
| .gra                   |                                                                | Graph Data                             | SigmaPlot |
| .gra                   |                                                                | Graph                                  | Microsoft |
| .graphml               |                                                                | GraphML                                | XML-basiertes Format für Graphen (wird unter anderem von yEd verwendet) |
| .grb                   |                                                                | Shell Monitor                          | MS-DOS v5.0 |
| .grd                   |                                                                | Image processing grid                  | CHIPS |
| .grf                   |                                                                | Graph                                  | Charisma Graph Plus |
| .grf                   |                                                                | Grapher                                | Golden Software graph |
| .grib                  |                                                                | Grid In Binary                         | WMO Format für Wettermodell-Daten |
| .gro                   |                                                                | –                                      | komprimierte Daten für Computerspiel Serious Sam |
| .groovy                |                                                                | Groovy                                 | Groovy-Quelltextdatei |
| .grp                   |                                                                | Pictures Group                         | PixBase |
| .grp                   |                                                                | Group-Datei                            | Enthält Verknüpfungen (Windows Programm-Manager) |
| .gry                   |                                                                | GREY                                   | Raw graphic |
| .gs1                   |                                                                | GraphShow Presentation                 | GraphShow |
| .gs3                   |                                                                | Daten                                  | GameStarter |
| .gsd                   | audio/x-gsm                                                    | Vector graphic                         | Professional Draw |
| .gsm                   | audio/x-gsm                                                    | GSM 6.10 audio stream                  | Audio stream Raw byte aligned |
| .gsp                   | application/x-gsp                                              | gsp-Datei                              | Gespräch |
| .gsw                   |                                                                | GraphShow Worksheet                    | – |
| .gt2                   |                                                                | Graoumftracker 2                       | Trackermodul (Musikformat) des Graoumftracker 2 |
| .gtk                   |                                                                | Graoumftracker                         | Trackermodul (Musikformat) des Graoumftracker 1 |
| .gtp                   |                                                                | GEM Takes Parameters                   | Kommandozeilenprogramm des Atari ST, das Parameter auswertet |
| .guide                 |                                                                | Amigaguide                             | Hypertextformat (Amiga) |
| .gup                   |                                                                | Data                                   | PopMail |
| .gus                   |                                                                | Gustav.Gustavson                       | swedgeografic data |
| .gvi                   |                                                                | Video                                  | Google-Video |
| .gwp                   |                                                                | Greetings WorkShop Datei               | – |
| .gwy                   |                                                                | Gwyddion Projekt                       | Dateiformat des SPM-Programms Gwyddion |
| .gwx                   |                                                                | Graphics Link presentation             | Genigraphics |
| .gwz                   |                                                                | Graphics Link presentation             | Genigraphics |
| .gvp                   |                                                                | GEOvison³ Project                      | GEOvision³ |
| .gxl                   |                                                                | Graphics library                       | Genus |
| .gxt                   |                                                                | Textdatenbank GTA2 - San Andreas       | Dateiformat, variiert je nach Spiel |
| .gxt                   |                                                                | GEONExT Projekt-Datei                  | Dateiformat des Programms Geonext |
| .gz .gzip              | application/x-compressed, application/x-gzip, multipart/x-gzip | GNU-Zip                                | Komprimierte Datei |